# آندره آ دامیانی
آندره آ دامیانی (فرانسوی: Andrea Damiani‎؛ زادهٔ ۱۲ فوریهٔ ۱۹۸۵) بازیکن فوتبال اهل فرانسه است.
از باشگاه‌هایی که در آن بازی کرده‌است می‌توان به باشگاه فوتبال المپیک لیون اشاره کرد.